# Pita Schimei
Pita Schimei (28 juli 1998) is een Belgisch voetballer die sinds 2018 uitkomt voor FC Wiltz 71. Schimei is een middenvelder.

## Carrière
Schimei ruilde de jeugdopleiding van KAS Eupen in 2018 in voor de Luxemburgse tweedeklasser FC Wiltz 71. In zijn tweede seizoen promoveerde hij met de club naar de BGL Ligue.